# Repetobasidiaceae
Repetobasidiaceae is een familie van schimmels behorend tot de orde van Hymenochaetales.

## Geslachten
De familie Repetobasidiaceae bestaat uit de volgende geslachten:
- Alloclavaria
- Atheloderma
- Contumyces
- Cotylidia
- Ginnsia
- Globulicium
- Leifia
- Muscinupta
- Odonticium
- Peniophorella
- Repetobasidium
- Resinicium
- Rickenella
- Skvortzovia
- Sidera
- Tsugacorticium